# CD El Nacional
Der Club Deportivo El Nacional (deutsch Nationaler Sportclub) ist ein Fußballverein aus der ecuadorianischen Hauptstadt Quito. El Nacional trägt seinen Namen, weil er dem ecuadorianischen Militär gehört und weil die Spieler ausschließlich ecuadorianische Staatsangehörige sind. Daher trägt die Mannschaft die Spitznamen Puros Criollos (deutsch Echte Criollos/Kreolen) und El Equipo Militar (deutsch Die Militärmannschaft). Die drei Vereinsfarben rot, hellblau und dunkelblau stehen für die drei Teilstreitkräfte Ecuadors. Das Mannschaftslogo enthält statt hellblau gelb als dritte Farbe. Der Verein ist nicht mit dem Club Nacional aus der uruguayischen Hauptstadt Montevideo zu verwechseln.
Ebenso wie Deportivo Quito trägt die Profimannschaft ihre Heimspiele im Estadio Olímpico Atahualpa aus. Auf nationaler Ebene ist El Nacional nach dem Barcelona SC Guayaquil (16) und Club Sport Emelec (14) die Mannschaft mit den meisten Meistertiteln (13). Bis 2015 (Club Sport Emelec 2013–2015) war El Nacional die einzige ecuadorianische Fußballclub, der die Meisterschaft dreimal in Folge (1976–1978 und 1982–1984) gewann. Daher stammte auch die Selbstbetitelung als Bi-Tri-Campeón. 1985 erreichte die Mannschaft das seinerzeit in zwei Gruppen zu je drei Mannschaften ausgetragene Halbfinale der Copa Libertadores. Dort schied man allerdings als Gruppenzweiter hinter América de Cali aus Kolumbien aus. 2020 stieg der Club als Tabellenletzter in die Serie B ab. In der Saison 2021 erreichten sie in der Serie B den 3. Platz, ein Jahr später stieg El Nacional als Meister wieder in die erste Liga des Landes auf.

## Trainer
- Todor Veselinović (1974)
- Jorge Luis Pinto (2009)

## Spieler
- Christian Lara (1994–1999) Jugend, (1997–2005, 2011–2012, 2015–2016) Spieler
- Félix Borja (19?? –2001) Jugend, (2001–2006) Spieler
- Cristian Benítez (1997–2007)
- Antonio Valencia (2001–2004) Jugend, (2003–2005) Spieler
- Walter Ayoví (2006–2008)
- Iván Kaviedes (2007, 2011–2012)

## Erfolge
- Ecuadorianischer Meister (13×): 1967, 1973, 1976, 1977, 1978, 1982, 1983, 1984, 1986, 1992, 1996, 2005 (Clausura), 2006
- Vizemeister (7×): 1964, 1972, 1974, 1994, 1999, 2000, 2001.
- Ecuadorianischer Pokalsieger (2×): 1970, 2024
- Meister der Serie B (2×): 1979-II, 2022.
- Teilnahme an der Copa Libertadores: 24×

1968, 1973, 1974, 1975, 1977, 1978, 1979, 1983, 1984, 1985, 1987, 1993, 1995, 1997, 2000, 2001, 2002, 2003, 2004, 2006, 2007, 2009, 2012, 2017.
- Teilnahme an der Copa Sudamericana: 4×

2005, 2006, 2007, 2018.
- Teilnahme an der Copa Merconorte: 3×

1998, 1999, 2000.
- Teilnahme an der Copa Conmebol: 2×

1992, 1994.
- Teilnahme an der Copa Ganadores de Copa: 1×

1970.